# プジョー・908RC
プジョー・908RC（The Peugeot 908 RC）は2006年に発表されたプジョーのコンセプトカーである。

## 概要
908RCは2006年8月に発表され、同年のパリモーターショーで実車が初公開された。
エンジンは908 HDi FAPに搭載された5.5L V型12気筒V12 HDiディーゼルをミッドシップに横置きで搭載している。最高出力は700 bhp (522 kW, 710 PS)、最大トルクは1,200 Nm（885 lb・ft）を発揮。トランスミッションは6速シーケンシャルが搭載され、後輪を駆動する。最高速度は299.3 km/h (186 mph)。

908RCはホイールベースが3,150 mm（124インチ）、ボディサイズは5,123 mm（201.7インチ）×1,935 mm（76.2インチ）×1,370 mm（53.9インチ）。サスペンションはダブルウィッシュボーンサスペンションを備えたドロップリンクで、ブレーキはブレンボ製のカーボンセラミックディスクを備えている。

## ギャラリー

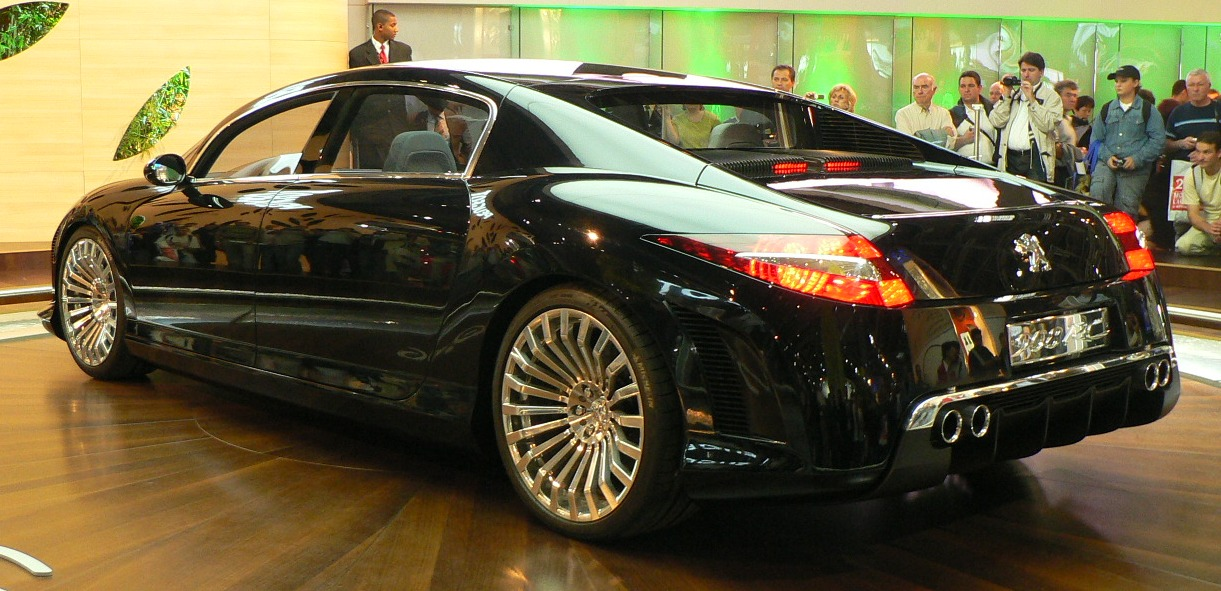
908 RC（リア側）
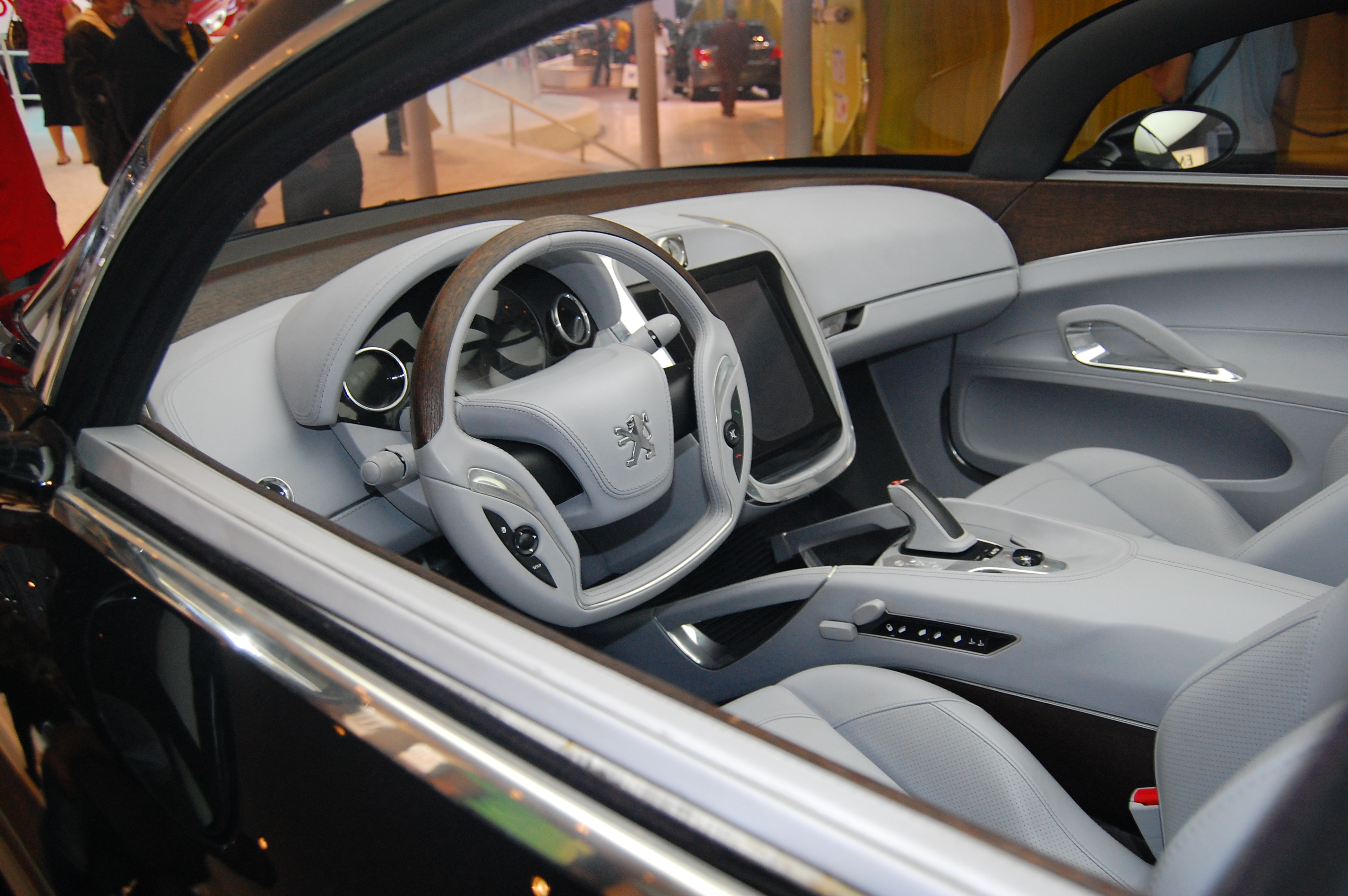
インテリア

## 参照
1. ↑  https://www.autoblog.com/2006/08/11/paris-2006-peugeot-908-rc-concept/
2. ↑  https://www.ign.com/articles/2006/08/17/peugeot-908-rc
3. ↑  https://web.archive.org/web/20070928120550/http://mediatheque.peugeot-pressepro.com/media/pdf/dossier/210/746/908RC_EN.pdf
4. ↑  https://www.webcg.net/articles/-/11676
5. ↑  https://www.carmagazine.co.uk/car-news/first-official-pictures/peugeot/peugeot-908-rc-concept-2006-first-official-pictures-/
6. ↑  https://www.topgear.com/car-news/concept/concepts-time-forgot-peugeot-908-rc#1
7. ↑  https://www.supercars.net/blog/2006-peugeot-908-rc-concept/